# Kniha Jákob
Jákob je název oddílu v Knize Mormonově, americkém náboženském díle, které roku 1830 vydal Joseph Smith. Její děj se má odehrávat mezi lety 600 př. n. l.-570 př. n. l. Za autora je tradičně považován prorok Jákob, bratr Nefiův, jak je označen v Jákobovi 2:1. Autorem však může být také americký teolog z 19,století, Joseph Smith.

## Vznik a pozadí
1. Nefi je součástí Knihy Mormonovy - náboženské knihy mormonského náboženství, která byla sepsána (přeložena) Josephem Smithem na počátku 19. století. Panují pochyby o to, zda je kniha skutečným historickým dokumentem.

## Děj
Děj knihy začíná podle datace v Knize Mormonově kolem roku 544-421 př. Kr. Obsahuje zapsaná slova Jákobova, jež jsou promluvou k lidu Nefiovu po smrti Nefiově. Obsahuje varování a napomenutí k cudnosti ve světle brzkého příchodu Krista.